# Eels
Eels es una banda de rock de Estados Unidos formada por el cantante y compositor Mark Oliver Everett, más conocido como Mr. E o simplemente E, líder de la banda. El resto de los miembros fue cambiando frecuentemente, ya fuese para grabaciones en estudio como para las presentaciones en vivo.
A pesar de ser hijo de un reconocido científico norteamericano Hugh Everett, Mark Oliver no mostró ningún tipo de talento para las ciencias. Más bien fue influenciado por su hermana Elizabeth, quien tocaba piano. Así fue que, desde adolescente, E se inclinó por la música, llegando luego a conformar una de las bandas alternativas más relevantes.

## Historia

### Grabaciones como solista
Mr. E grabó un disco como solista para la discográfica Polydor, llamado “A man called E”, lanzado en 1992, contenía el tema “Hello cruel world”, que llegó a ser un hit de las listas alternativas. Para promocionar su primer álbum salió de gira, abriendo los shows de Tori Amos.
En el año 1993, le siguió “Broken Toy Shop”, también para Polydor, con menor impacto que el primero. Para entonces Jonathan 'Butch' Norton, amigo y músico colaborador en los conciertos de E, estaba convenciéndole para formar una banda de rock.

### Formación del grupo
Por aquel tiempo E estaba acompañado en vivo por el baterista Jonathan 'Butch' Norton y más tarde por el bajista Tommy Walters. Ya para el lanzamiento de lo que sería el siguiente disco de E, decidió cambiar de nombre a la banda y la llamó “Eels”.
Lo que sería el primer disco de la banda: Beautiful Freak, fue publicado en 1996, que también logró un par de hits en las listas alternativas con los temas “Novocaine for the Soul” y “Susan's house”, así como "My Beloved Monster" al formar parte de la banda sonora de la película de animación  Shrek .

### Tragedias familiares
En 1998 lanza su siguiente álbum: Electro-Shock Blues, inspirado en una serie de trágicos acontecimientos en la vida familiar de E: la enfermedad de su madre (que padecía un cáncer terminal), la muerte de su padre, acaecida años atrás y el suicidio de su hermana en 1996. Más allá de su oscuro trasfondo, el disco trata de plasmar una actitud positiva ante la vida.
Entre los artistas invitados en el álbum se incluyen los amigos y vecinos de E, Mike Simpson de los Dust Brothers, Mickey Petralia, Grant-Lee Phillips de Grant Lee Buffalo, Lisa Germano, Jon Brion, y T-Bone Burnett. El tema "Last Stop: This Town" tuvo cierto éxito como primer single; el segundo, "Cancer for the Cure" fue usado en la banda sonora de la película American Beauty.
La gira de promoción del álbum fue interrumpida por el fallecimiento de la madre de E. En dicha gira, Tommy Walters fue sustituido por Adam Siegel.
Además, lanzaron un disco del directo de uno de sus conciertos, llamado Electro-Shock Blues Show.

### Años 2000 - actualidad
En el año 2000, Eels lanzó Daisies of the Galaxy, un álbum mucho menos oscuro que incluso podría ser considerado como alegre. E estuvo acompañado en el estudio por algunos músicos invitados, como son: Michael Simpson (Dust Brothers), Grant-Lee Phillips (Grant Lee Buffalo) y Peter Buck (R.E.M.). “Mr. E’s Beautiful Blues” un tema oculto del disco, llegó a ser uno de los éxitos del mismo.  Ni bien salió el disco, cuenta la leyenda que el baterista soñó con la “Eels Orchestra”, una banda compuesta por cuerdas y vientos, Mr. E estuvo de acuerdo en llevar a la realidad aquel sueño, y durante ese año salieron de gira, estando la banda conformada por seis miembros y variados instrumentos (saxofón, trombón, trompeta, banjo, guitarra, violín, contrabajo, piano, clarinete, flauta y timbales). Viajaron por Estados Unidos y Europa, y fueron teloneros de Fiona Apple. 
En 2001 publicaron Souljacker, un álbum más oscuro que el anterior. John Parrish co-escribió las canciones con E y tocó la guitarra en el álbum y en la primera parte de la gira de promoción. Koool G Murder se unió a Eels durante la gira y tocó bajo y teclados. El vídeo para el primer simple (“Souljacker part 1”), fue dirigido por Wim Wenders
Shootenanny! fue el álbum lanzado en el 2003. Luego Mr. E haría referencia al mismo como un impasse para la grabación de su siguiente álbum. Fue grabado en solo diez días. "Saturday morning" fue el tema elegido como simple. Por esos días, 'Butch' dejó la banda y fue reemplazado por Puddin.
Blinking ligths and other revelations fue lanzado el 26 de abril de 2005. Fue el primer lanzamiento a través de su nuevo sello Vagrant Records. Es un álbum épico doble de 33 canciones. Incluye contribuciones de Tom Waits, Peter Buck y John Sebastian, y a pesar de costar tiempo y esfuerzo llegar a su lanzamiento, está considerado como un disco imprescindible en la discografía del grupo. Más tarde Eels haría una gira que publicaría en CD y DVD: With Strings: Live At Town Hall.
En 2008, Mark Everett publicó el libro autobiográfico Things The Grandchildren Should Know (Cosas que los nietos deberían saber) por las editoriales Little Brown en Gran Bretaña, St. Martin's Press en Estados Unidos y Blackie Books en España. Allí cuenta su extraña infancia con un padre ausente y una madre inestable, las trágicas muertes de su padre, su madre y su hermana y cómo éstas influyeron en su búsqueda musical. En ese mismo año publicó también las recopilaciones de Meet The Eels y Useless Trinkets.
En 2009, cuatro años después de su último disco, Eels lanza Hombre Lobo, un disco muy agradable al oído que habla del deseo y cambia completamente la visión de Blinking Lights. En su edición Deluxe se puede encontrar también un DVD con un making of del disco. Desde su "Prizefighter" hasta la suave "Ordinary Man" Everett lo hizo de nuevo y creó otra obra de arte dentro de su colección.
El 19 de enero de 2010, publicaron un álbum al que precedió el sencillo "Little Bird" llamado End Times, que no tiene el deseo del anterior pero también tiene joyas como "Mansions Of Los Feliz". Ese mismo año saldría Tomorrow Morning para terminar con la trilogía iniciada con Hombre Lobo.
En 2013 y tras su exitosa gira de la que publica su disco en directo Tremendous Dynamite, Eels lanza Wonderful Glorius, un disco mucho más optimista que la anterior trilogía en el que, como dice en su sencillo "New Alphabet": "You know what? I'm in a good mood today. Well I'm so happy, It's not yesterday.".
En abril de 2014, Mark Oliver Everett publicó su trabajo titulado The Cautionary Tales of Mark Oliver Everett en el que habla de los errores de su pasado con baladas como "Gentlemen's Choice" o "Where I'm From" así como en el sencillo de 33 vueltas de "Mistakes Of My Youth".
El 14 de abril de 2015 (13 de abril en Europa), Eels lanzará en DVD, CD y LP un film del concierto del 30 de junio de 2014 en el Royal Albert Hall en Londres.
El 10 de abril de 2018, Eels saca a la venta su álbum titulado The Deconstruction, en el que destaca el estilo de pop clásico que se pudo ver en otros discos como Daisies of the Galaxy. En palabras del propio Mark O. Everett, conocido como "E", "tal y como está el mundo actualmente, [...] me apetecía grabar un disco bonito".

## Discografía

### Discos de estudio
- Beautiful Freak (1996)
- Electro-Shock Blues (1998)
- Daisies of the Galaxy (2000)
- Souljacker (2001)
- Shootenanny! (2003)
- Blinking Lights and Other Revelations (2005)
- Hombre Lobo (2009)
- End Times (2010)
- Tomorrow Morning (2010)
- Wonderful, Glorious (2013)
- The Cautionary Tales Of Mark Oliver Everett (2014)
- The Deconstruction (2018)
- Earth To Dora (2020)
- Extreme Witchcraft (2022)
- Eels Time! (2024)

### Discos en vivo
- Electro-Shock Blues Show (1998/2002)
- Oh, What a Beautiful Morning (2000)
- Sixteen Tons (Ten Songs): Live in KCRW (2003/2005)
- With Strings: Live at Town Hall (2005/2006)
- Live And In Person! (2006/2008)
- Tremendous Dynamite: Live in 2010 + 2011 (2010-11/2013)
- Royal Albert Hall (2015)
- Live at Largo (2023)
- Gentle Souls: 2021 KCRW Sessions (2023)

### Recopilatorios
- Meet the Eels: Essential Eels Vol. 1 (1996/2006)

### Caras B, rarezas
- Useless Trinkets (2008)